# Pycnochromis abruptus
Pycnochromis abruptus là một loài cá biển thuộc chi Pycnochromis trong họ Cá thia. Loài này được mô tả lần đầu tiên vào năm 2001.

## Từ nguyên
Tính từ định danh abruptus trong tiếng Latinh mang nghĩa là "đột ngột; bất ngờ", hàm ý đề cập đến màu trắng nổi bật ở đuôi của loài cá này so với thân màu nâu sẫm.

## Phân loại học
P. abruptus trước đây được xếp vào chi Chromis, nhưng theo kết quả phân tích hình thái vào năm 2021 thì loài này đã được chuyển sang chi Pycnochromis.

## Phạm vi phân bố và môi trường sống
P. abruptus là một loài đặc hữu của quần đảo Marquises (Polynésie thuộc Pháp), được thu thập ở độ sâu khoảng 22 m.

## Mô tả
P. abruptus có chiều dài cơ thể lớn nhất được ghi nhận là 5,5 cm. Cơ thể và các vây của P. abruptus có màu nâu sẫm, ngoại trừ vây đuôi có màu trắng hoàn toàn. Phía cuối vây lưng và vây hậu môn trong suốt. Gốc vây ngực có một đốm đen lớn. Thùy đuôi có các sợi tia vươn dài.
Kiểu hình của P. abruptus rất giống với Pycnochromis margaritifer, và cả hai được suy đoán là có mối quan hệ rất gần với nhau. Tuy nhiên phần màu trắng của P. margaritifer lan rộng đến một phần cuối của vây lưng và vây hậu môn.
Số gai ở vây lưng: 12; Số tia vây ở vây lưng: 11–13; Số gai ở vây hậu môn: 2; Số tia vây ở vây hậu môn: 11–12; Số tia vây ở vây ngực: 16–18; Số gai ở vây bụng: 1; Số tia vây ở vây bụng: 5; Số vảy đường bên: 16–18.

## Sinh thái học
Thức ăn của P. abruptus là những loài động vật phù du. Cá đực có tập tính bảo vệ và chăm sóc trứng; trứng có độ dính và bám vào nền tổ.